# Complexe de promotion de l'anaphase
L'APC/C ou complexe de promotion de l'anaphase (en : anaphase promoting complex) est, dans le domaine de la biologie cellulaire un complexe protéique et une ubiquitine ligase E3.
L'APC/C a une durée de vie courte, il active l'anaphase une fois que le dernier signal inhibiteur permettant le contrôle de la métaphase est levé. 
Ce signal est, dans un ordre chronologique, la mise sous tension du centromère par un accrochage amphitélique des microtubules (MT) kinétochoriens dans les kinétochores de chaque chromosome. Il s'ensuit une désactivation de la protéine aurora B (dont le rôle est d'induire une dépolymérisation de l'extrémité "+" des MT kinétochoriens tant que l'accrochage amphitélique n'est pas effectué), ainsi que la libération de la protéine Cdc20 qui va alors se lier avec APC/C, formant un complexe qui va séparer la sécurine de la séparase, qui va dégrader la cohésine permettant ainsi la séparation des deux chromatides sœurs d'un chromosome en anaphase lors d'une mitose. Lors d'une méiose, l'APC/C va dégrader le complexe protéique composé des protéines Sgo, PP2A et REC 8, qui empêchait la dégradation des cohésines dites juxta centromériques par la Séparase pendant l'Anaphase I, pour rendre ces cohésines sensibles à la séparase lors de sa réactivation lors de la transition métaphase II-Anaphase II.
Durant la mitose, en particulier lors d'un contrôle de l'alignement des chromosomes en métaphase, l'APC/C s'associe à une sous-unité activatrice CDC20 et en présence d'ubiquitine ce complexe va ubiquitiner les lysines de la cycline B ce qui va conduire à sa dégradation par le protéasome. Ceci induisant une inactivation du complexe CDK1-CyclineB (= le MPF) (responsable de la compaction de la chromatine pendant la prométaphase et la métaphase, de l'instabilité des microtubules...), et induisant une activation de CDC14 qui contribuera à la reconstruction de l'enveloppe nucléaire.
La disparition du MPF permet des déphosphorylations :
- Lamines : polymérisation de la lamina et formation d’une nouvelle enveloppe nucléaire
- Myosine (LC) : début de la cytodiérèse (anneau contractile)
- MAPs : la cellule reprend sa forme initiale
- Histones : décondensation de l’ADN et reprise de la transcription

## Inhibition
Durant l'interphase, la protéine Emi1 (chez le Xénope) inhibe l'APC/C en se liant à CDC20. Elle est  dégradée durant le début de la mitose après phosphorylation par le MPF et par PLK1. CDC20 peut alors se lier à l'APC/C et l'activer.
Lors du point de contrôle de la métaphase (ou SAC), l'APC/C est inhibé par le MCC.